# Solidity
Solidity è un linguaggio di programmazione ad alto livello, orientato a oggetti, per lo sviluppo di smart contract su varie blockchain, in primis Ethereum.
Solidity è distribuito con licenza GNU General Public License ed è stato concettualizzato da Gavin Wood e sviluppato da Christian Reitwiessner, Alex Beregszaszi e diversi altri sviluppatori della rete Ethereum. I programmi in Solidity girano sulla  Ethereum Virtual Machine (EVM) o altre macchine virtuali compatibili.